# Kervin Arriaga
Kervin Fabián Arriaga Villanueva (ur. 5 stycznia 1998 w Puerto Cortés) – honduraski piłkarz występujący na pozycji defensywnego pomocnika, reprezentant Hondurasu, od 2022 roku zawodnik amerykańskiej Minnesoty United.